# La hipótesis de la felicidad
La hipótesis de la felicidad: encontrando verdades modernas en la sabiduría antigua es un libro de psicología escrito en 2006 por Jonathan Haidt para una audiencia general. En él, Haidt expone varias ideas sobre la felicidad enunciadas por pensadores antiguos (Platón, Buda, Jesús...) y las examina a la luz de la psicológica contemporánea, extrayendo de ellos lecciones valiosas que aplicar a nuestras vidas modernas. El libro se centra en los conceptos  de virtud, felicidad, cumplimiento y significado.

## Resumen de capítulos

### Cap. 0: Introducción: Demasiada información
La Introducción explica que el objetivo del autor es reducir la 'información' infinita, accesible actualmente a 10 ideas básicas, una por capítulo. El primer capítulo describe cómo cada persona tiene dos partes: la primitiva que incluye nuestros instintos básicos y la altamente evolucionada que intenta controlar los instintos. Este esfuerzo por controlar nuestros instintos es mostrado en el Capítulo Dos como responsable de causarnos demasiada preocupación, pero varias técnicas, como la meditación, ayudan a librarnos de ella. El Tercer Capítulo habla de la relación del individuo con los otros y empieza con la Regla Dorada de no hacer a los otros lo que no quieres que te hagan a ti. En el Cuarto Capítulo hay una descripción de la tendencia que las personas tienen de ver culpas en otros más fácilmente que en ellos, dándose cuenta de esto podríamos rectificar. En el quinto capítulo, Haidt introduce la idea de la Hipótesis de la Felicidad. La Hipótesis de que la Felicidad podría venir de dentro, como Buda dijo, o podría venir de fuera. Haidt Argumenta en el Capítulo Seis que la verdad está entre los dos extremos. El Séptimo Capítulo se pregunta si la adversidad es esencial para la felicidad. Conseguir felicidad es un proceso complejo que incluye hacer el bien, y Haidt en el Capítulo Ocho nos dice que para hacer el bien, tal como decía Aristóteles, hay que desarrollar nuestros puntos fuertes y conocer nuestro potencial. El Capítulo Nueve nos dice que la idea de una divinidad es beneficiosa para ayudarnos a encontrar la felicidad. El Capítulo Diez toma la idea de que una vida práctica y fructífera tiende a ser una vida feliz, encontrando una buena relación entre tú y los otros, tú y el trabajo, y entre tú y algo más grande que tú.

### Cap. 1: Las partes divididas
Haidt enumera maneras de dividir el ser que han existido desde tiempos antiguos:
- La mente frente al cuerpo
- Cerebro izquierdo frente al cerebro derecho (lateralización de la función cerebral)
- Cerebro viejo frente al cerebro nuevo (lóbulo frontal)
- Controlado frente al automático

Esta última división, entre procesos conscientes y procesos automáticos, da lugar a una metáfora: un jinete cabalga un elefante. La mente consciente es la del jinete y la inconsciente es la mente del elefante. El jinete es incapaz de controlar al elefante a la fuerza: esto explica muchos rompecabezas sobre nuestra vida mental, particularmente por qué  tenemos tan poca fuerza de voluntad. Aprender a entrenar el elefante es el secreto de la automejora.

### Cap. 2: Cambiando la mente
Las reacciones emocionales automáticas del "elefante" (primado) nos guían por la vida. Las personas incluso tienden a escoger compañeros, y profesiones, cuyos nombres se parecen al suyo. Aun así, hay un sesgo de negatividad, algunas personas son optimistas y otros pesimistas. Haidt Habla de tres maneras de cambiar estas reacciones automáticas: meditación, terapia cognitiva, y SSRI (como el Prozac).

### Cap. 3: Reciprocidad o venganza
Muchas especies tienen vida social, pero entre mamíferos, solo los humanos son ultra-sociales – capaces de vivir en grandes grupos cooperativos. La Regla Dorada es el secreto de nuestro éxito. Haidt describe la forma en que la reciprocidad puede ayudar a solucionar problemas en nuestras vidas sociales y advierte contra muchas maneras en las que  podemos ser manipulados.

### Cap. 4: La culpa es de otro
Parte de nuestra ultra-sociabilidad es que constantemente estamos intentando manipular a los otros, sobre todo la percepción que tienen de nosotros, sin darnos cuenta. Como Jesus dijo,  vemos las culpas de otros claramente, pero no las nuestras. Haidt señala lo que la psicología social tiene que decir sobre este punto, empezando con el trabajo de Daniel Batson y mencionando la descripción de Robert Wright de nuestra "ignorancia constitucional", de nuestra hipocresía en El Animal Moral, y citando a Deanna Kuhn y David Perkins sobre su sesgo de confirmación. Haidt habla de maneras de ver el mundo como realmente es.

### Cap. 5: La búsqueda de la felicidad
Es una idea común que la felicidad proviene de dentro y no puede ser encontrado en cosas externas. Muchos psicólogos están de acuerdo con Buda y Epicteto en que las condiciones externas no son decisivas. Pero Haidt argumenta que ahora sabemos que algunas circunstancias externas importan. Identifica maneras de mejorar felicidad como gastar dinero sabiamente y argumenta que el énfasis Occidental en la acción no es tan malo.

### Cap. 6: Amor y sus clases
Hay muchas clases de amor, pero, Haidt afirma, que todos empiezan a tener sentido cuándo ves de donde provienen y qué hacen. Para hacer esto  examina el estudio de John Bowlby titulado Cuidado Maternal y Salud Mental. Entender las clases diferentes de amor que hay puede ayudar a explicar por qué las personas hacen tantas tonterías por amor, y por qué los filósofos odian el amor y nos dan muy malos consejos sobre él.

### Cap. 7: Los usos de la adversidad
Nietzsche escribió "Lo qué no me mata me hace más fuerte", pero esto no es cierto para todo el mundo; la adversidad puede resultar traumática. Haidt dice que algunas personas crecen desde su sufrimiento, junto con maneras de evitar el trauma. La adversidad, como dijo Robert Sternberg,  nos puede hacer personas más compasivas y menos egoístas.

### Cap. 8: La felicidad de la virtud
Tomando a Benjamin Franklin como un ejemplo, Haidt mira cómo el éxito va unido a la virtud, en el sentido de "virtud" como la del griego Antiguo areté, excelencia. Las sociedades antiguas, según Haidt, tenían un profundo conocimiento psicológico de la virtud y lo transmitían utilizando fábulas y ejemplos. Aunque los principios de virtud Occidental se asientan en Homero, Esopo y el Antiguo Testamento, el concepto moderno de virtud tiene más que ver con los argumentos de Kant y Bentham (utilitarismo). 
Para dirimir la cuestión de cómo una moralidad común puede ser forjada en una sociedad diversa, Haidt usa la psicología positiva, específicamente a Seligman 
y Peterson  en su trabajo virtudes y fuerzas.

### Cap. 9: Divinidad con o sin Dios
Utilizando la metáfora de Flatland, Haidt argumenta que la percepción de lo sagrado y la divinidad son dos características básicas de la mente humana. Solo se estaría en condiciones de comprender a la "derecha cristiana" si se reconoce esta dimensión, que la mayoría de liberales y pensadores seculares ignoran o entienden mal. El trabajo de William James y de Abraham Maslow muestra las maneras en las que esta dimensión espiritual también resulta importante para los no religiosos.

### Cap. 10: La felicidad común
Haidt Habla de "el significado de la vida", haciendo la distinción entre un propósito para la vida y dentro de la vida. El amor y el trabajo dan sentido a la vida. Un estudio realizado por Mihály Csíkszentmihályi, Howard Gardner y William Damon estableció el concepto de "compromiso vital", que caracteriza aquellos trabajos con un mayor sentido vital. Encontrar coherencia entre lo físico, lo psicológico y lo sociocultural es complicado, por eso la religión es un mecanismo evolucionado para crear esta coherencia.

### Cap. 11: En equilibrio
Haidt termina por argumentar que la idea antigua de yin y yang resulta ser la idea más sensata de todas. Necesitamos, escribe, las perspectivas de la religión antigua y la ciencia moderna; del este y del oeste; incluso del progresista y del conservador.

## Recepción
La Hipótesis de la Felicidad recibió críticas positivas. Daniel Nettle, reseñando el libro en Nature, aceptó su premisa central de una «semejanza llamativa entre la tradición antigua y los pensamientos de psicólogos modernos para tener una mente sana». James Flint en The Guardian, dijo: «nunca he leído un libro que entienda la condición humana con tal claridad y sencillez». Christopher Hart en Times describió el libro como «humano y consolador... Brillante resumen de ideas culturales antiguas y psicología moderna».